# Pityrogramma dukei
Pityrogramma dukei är en kantbräkenväxtart som beskrevs av David Bruce Lellinger. Pityrogramma dukei ingår i släktet Pityrogramma och familjen Pteridaceae. Inga underarter finns listade.